# نادعلی کریمی
نادعلی کریمی نماینده کرمانشاه در مجلس شورای ملی بود.
نادعلی کریمی از هواداران فدائیان اسلام بود که به عنوان یکی از پشتیبانان دکتر مصدق در کرمانشاه همراه با کریم سنجابی و محمدرضا اقبال به نمایندگی از این شهر به دوره هفدهم مجلس شورای ملی راه یافت. او در حوادث سی‌ام تیر ۱۳۳۱ از نقش‌آفرینان اصلی در کرمانشاه بود.
نادعلی کریمی پس از ۲۸ مرداد ۱۳۳۲ نیز به نمایندگی کرمانشاه انتخاب شد.